# Eurocypria Airlines
Eurocypria Airlines – nieistniejące cypryjskie linie lotnicze należące do grupy Cyprus Airways obsługujące zarówno przeloty rejsowe, jak i czarterowe. Z Polski samoloty tych linii latały rejsowo z Warszawy-Okęcia do Larnaki (Cypr) i Heraklionu (Grecja, Kreta), natomiast czarterowo z Katowic-Pyrzowic do Iraklionu oraz z Krakowa (Port lotniczy Kraków-Balice) do Heraklionu. Wykorzystywały one nowoczesne samoloty typu Boeing 737-800, które zostały im przekazane w czerwcu i lipcu roku 2006.
Linie zaprzestały działalności 4 listopada 2010 r.

## Porty docelowe
- Cypr
  - Larnaka (Port lotniczy Larnaka)
  - Pafos (Port lotniczy Pafos)
- Grecja
  - Iraklion (Port lotniczy Iraklion)
  - Chania (Port lotniczy Chania)
- Irlandia
  - Dublin (Port lotniczy Dublin)
- Niemcy
  - Berlin (Port lotniczy Berlin-Schönefeld)
  - Düsseldorf (Port lotniczy Düsseldorf)
  - Hanower (Port lotniczy Hanower)
  - Lipsk (Port lotniczy Lipsk/Halle)
  - Monachium (Port lotniczy Monachium)
  - Norymberga (Port lotniczy Norymberga)
  - Stuttgart (Port lotniczy Stuttgart)
- Polska
  - Warszawa (Port lotniczy Warszawa-Okęcie)
  - Kraków (Port lotniczy Kraków-Balice)
  - Wrocław (Port lotniczy Wrocław-Strachowice)
  - Poznań (Port lotniczy Poznań-Ławica)
- Rosja
  - Sankt Petersburg (Port lotniczy Petersburg-Pułkowo)
- Wielka Brytania
  - Londyn (Port lotniczy Londyn-Gatwick)
  - Manchester (Port lotniczy Manchester)
  - Newcastle upon Tyne (Port lotniczy Newcastle)